# Покров Богородичен (Калоферски манастир)
„Покров Богородичен“ е православен скит (малък манастир), подчинен на Калоферския манастир „Рождество Богородично“.

## Местоположение
Скитът е разположен на 850 м надморска височина, на около 800 метра източно от Калоферския манастир „Рождество Богородично“, на около 8 км над град Калофер, като до него се достига по-лесно от местността „Паниците“. Има маркирана пътека и от Калоферския манастир, Бяла река и аязмото „Свети Пантелеймон“.

## История
Скит „Покров Богородичен“, известен още като „Малкото манастирче“ е многовековен православен скит. Според легендата Калоферската обител е наследник на ограбения от турците Голямоселски манастир, като единственият оцелял монах съхранил иконата „Рождество Богородично“ и я скрил в скалите на местността „Белите брегове“. По-късно негови последователи съградили манастира в долината на Бяла река, а на мястото на колибите си на хълма построили скита „Покров Богородичен“. Скитът е построен с помощта на тревненски майстор. Храм „Покров Богородичен“ е възстановен през 1897 година. Храмовият празник е на 1 октомври.